# Округ Макрири (Кентаки)
Макрири (енгл. McCreary County) је округ у америчкој савезној држави Кентаки.

## Демографија
По попису из 2010. године број становника је 18.306, што је 1.226 (7,2%) становника више него 2000. године.
| Група             | 2000.          | 2010.          |
| Белци             | 16.671 (97,6%) | 16.557 (90,4%) |
| Афроамериканци    | 108 (0,6%)     | 1.009 (5,5%)   |
| Азијати           | 3 (0,0%)       | 25 (0,1%)      |
| Хиспаноамериканци | 106 (0,6%)     | 392 (2,1%)     |
| Укупно            | 17.080         | 18.306         |